# 小行星5333
小行星5333（英語：5333 Kanaya）是一颗围绕太阳公转的小行星。1990年10月18日，秋山万喜夫、古田俊正在裾野市发现了此天体。
这颗小行星的绝对星等为308.83916等。